# Tom Barros
Francisco Antônio de Paula Barros (Fortaleza, 2 de abril de 1947), mais conhecido como Tom Barros, é um radialista, apresentador de televisão, jornalista e narrador esportivo brasileiro.

## Carreira
Começou sua carreira em 1965, na Rádio Uirapuru. Posteriormente trabalhou nas rádios Dragão do Mar, onde chefiou o departamento de esportes, e Ceará Rádio Clube, como diretor do departamento de jornalismo. Foi editor geral do jornal Correio do Ceará e chefe do departamento de telejornalismo da TV Ceará. Desde 1981 trabalha no Sistema Verdes Mares, como apresentador de notícias na Rádio Verdes Mares, entrevistador e narrador esportivo. Pela emissora, cobriu, como narrador, as Copas do Mundo de 1990 (Itália), 1994 (Estados Unidos), 1998 (França) e de 2006 (Alemanha). Atualmente, Tom Barros é apresentador do programa Debate Bola da TV Diário, e é colunista do jornal Diário do Nordeste.